# عين صوله (مقاطعة دهلران)
عين صوله (بالفارسية: عین صوله) هي مستوطنة تقع في قسم دشت عباس الريفي (مقاطعة دهلران) في إيران. يقدر عدد سكانها بـ 287 نسمة بحسب إحصاء 2016.